# José de Almeida Batista Pereira
José de Almeida Batista Pereira (* 27. Juli 1917 in São Gonçalo, Bundesstaat Rio de Janeiro, Brasilien; † 30. Januar 2009 in Nova Friburgo) war römisch-katholischer Bischof von Sete Lagoas und später von Guaxupé.

## Leben
José de Almeida Batista Pereira studierte Katholische Theologie und Philosophie am Priesterseminar in Ipiranga sowie bei den Salesianern in São João del Rei. Am 22. Dezember 1940 empfing er die Priesterweihe für das Erzbistum Niterói. Er lehrte an den Seminaren in São Paulo, Rio de Janeiro und Niterói. Am Priesterseminar in São José war er Regens.
Am 22. Dezember 1953 ernannte ihn Papst Pius XII. zum Titularbischof von Baris in Pisidia und bestellte ihn zum Weihbischof im Erzbistum Niterói. Die Bischofsweihe spendete ihm am 2. Februar 1954 der Kurienbischof und spätere Kardinal Carlo Chiarlo; Mitkonsekratoren waren José Newton de Almeida Baptista, Erzbischof von Diamantina, und Manoel Pedro da Cunha Cintra, Bischof von Petrópolis. Sein Wahlspruch war Ipsa conteret.
Am 7. November 1955 erfolgte die Ernennung zum ersten Bischof von Sete Lagoas. Papst Paul VI. ernannte ihn am 2. April 1964 zum Bischof von Guaxupé. 
Er nahm an allen vier Sitzungsperioden des Zweiten Vatikanischen Konzils als Konzilsvater teil.
Am 16. Januar 1976 nahm Papst Paul VI. seinen vorzeitigen Rücktritt an. Anschließend lebte er in Nova Friburgo und wurde hier, in der Krypta der Kathedrale, beigesetzt.